# Попов, Евгений Владимирович
Евге́ний Влади́мирович Попо́в (род. 1971) — российский и киргизский футболист, полузащитник.

## Карьера
На профессиональном уровне начинал играть в команде Второй лиги России «Прогресс» из Бийска в 1992 году. По ходу сезона перешёл в команду чемпионата Кыргызстана Ак-Марал. В следующем году забил 12 голов в 29 матчах и стал серебряным призёром чемпионата. В 1994 году завоевал бронзовые медали и стал обладателем Кубка Кыргызстана, в финальном матче против «Алая» (2:1, д. в.) забив оба мяча. В 1995 году завершил выступления на высшем уровне.

## Достижения
- Обладатель Кубка Кыргызстана: 1994
- Серебряный призёр чемпионата Кыргызстана: 1993
- Бронзовый призёр чемпионата Кыргызстана: 1994